# Phenacoccus sphagni
Phenacoccus sphagni är en insektsart som först beskrevs av Green 1915.  Phenacoccus sphagni ingår i släktet Phenacoccus och familjen ullsköldlöss. Inga underarter finns listade i Catalogue of Life.